# Transport au Nouveau-Brunswick
Le transport au Nouveau-Brunswick repose sur plusieurs réseaux situés sur l'ensemble du territoire néo-brunswickois, précisément un réseau routier et ferroviaire, de nombreux ports et aéroports, ainsi que quelques réseaux de transports en commun.
Le transport au Nouveau-Brunswick est relativement difficile. Depuis la fermeture de la plupart des trains de passagers dans les années 1980 et 90, le réseau des autoroutes n'est pas encore assez bon pour répondre au besoin de la population. Il est toujours difficile pour les touristes de se déplacer à partir ou vers d'autres provinces. Par exemple, il faut faire un grand détour pour se rendre en Gaspésie au Québec, quand la baie des Chaleurs mesure seulement quelques kilomètres. Il n'est pas possible de se rendre par d'autres moyens que l'automobile dans plusieurs villes de la province, les autobus desservant seulement les grandes villes.
Le Ministère des Transports et de l'Infrastructure est l'organisme gouvernemental provincial chargé des enjeux relatifs au transport dans la province.

## Histoire

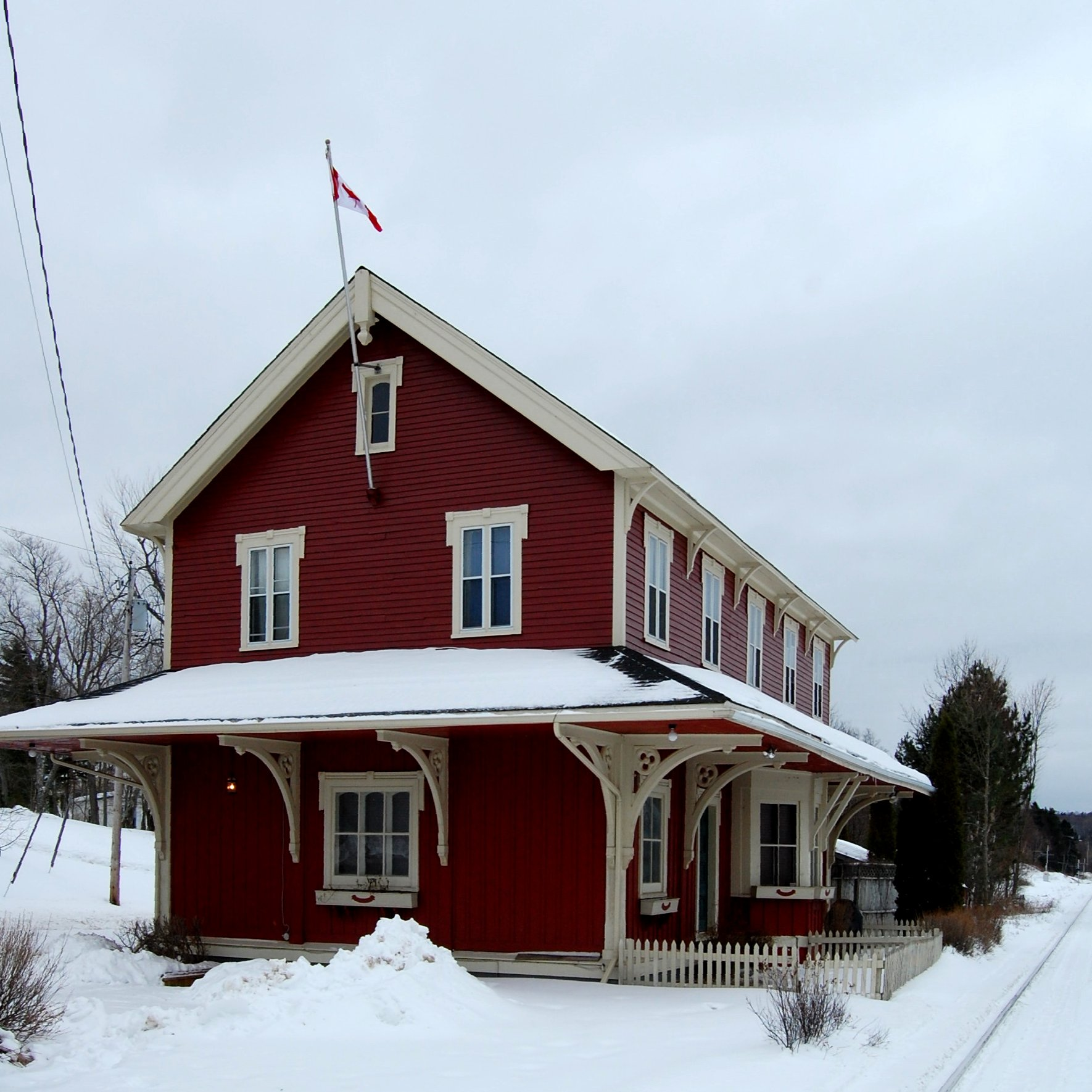
Gare de Rothesay.

## Transport aérien
L'aéroport international du Grand Moncton est l'aéroport le plus fréquenté de la province. Des liaisons existent avec la capitale canadienne Ottawa, Toronto et Halifax.

## Transport ferroviaire

Carte du réseau ferroviaire du Nouveau-Brunswick.

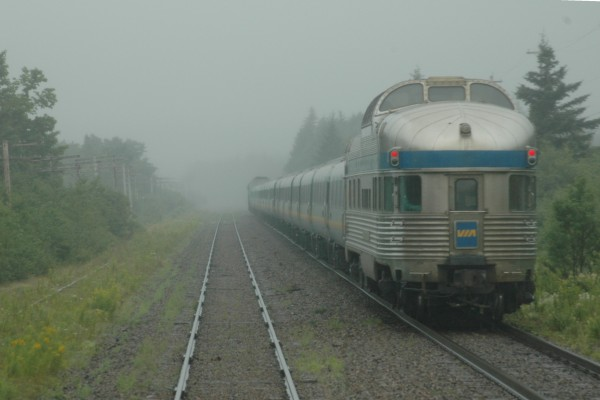
Train L'Océan.

Les lignes encore existantes sont la ligne d'Halifax à Rivière-du-Loup, la ligne Québec-Moncton, la ligne de Saint-Jean à Pointe-du-Chêne et la ligne McAdam - Saint-Stephen.
Via Rail Canada opère un train de passagers entre Montréal et Halifax, faisant neuf arrêts dans la province.
Comme dans le reste du Canada, la plupart des infrastructures ferroviaires sont vétustes.
Un projet de rétablir le service de passagers vers Edmundston n'a pas porté fruit mais Via Rail Canada pense toujours pouvoir offrir de nouveau un service vers cette ville et Frédéricton.
Il y a récemment eu un projet de construire une nouvelle ligne de chemin de fer dans la péninsule acadienne.
Les entreprises transportant des marchandises sont le Canadien National, le Chemin de fer de la côte est du Nouveau-Brunswick, le Chemin de fer du sud du Nouveau-Brunswick et le Chemin de fer Van Buren.

## Transport maritime
Le Nouveau-Brunswick a bâti son économie sur le transport maritime et la construction navale, mais ce domaine est beaucoup moins important depuis les années 1960. Il reste seulement un petit chantier naval à Bas-Caraquet et il n'y a plus à proprement parler de transport fluvial. 

### Ports

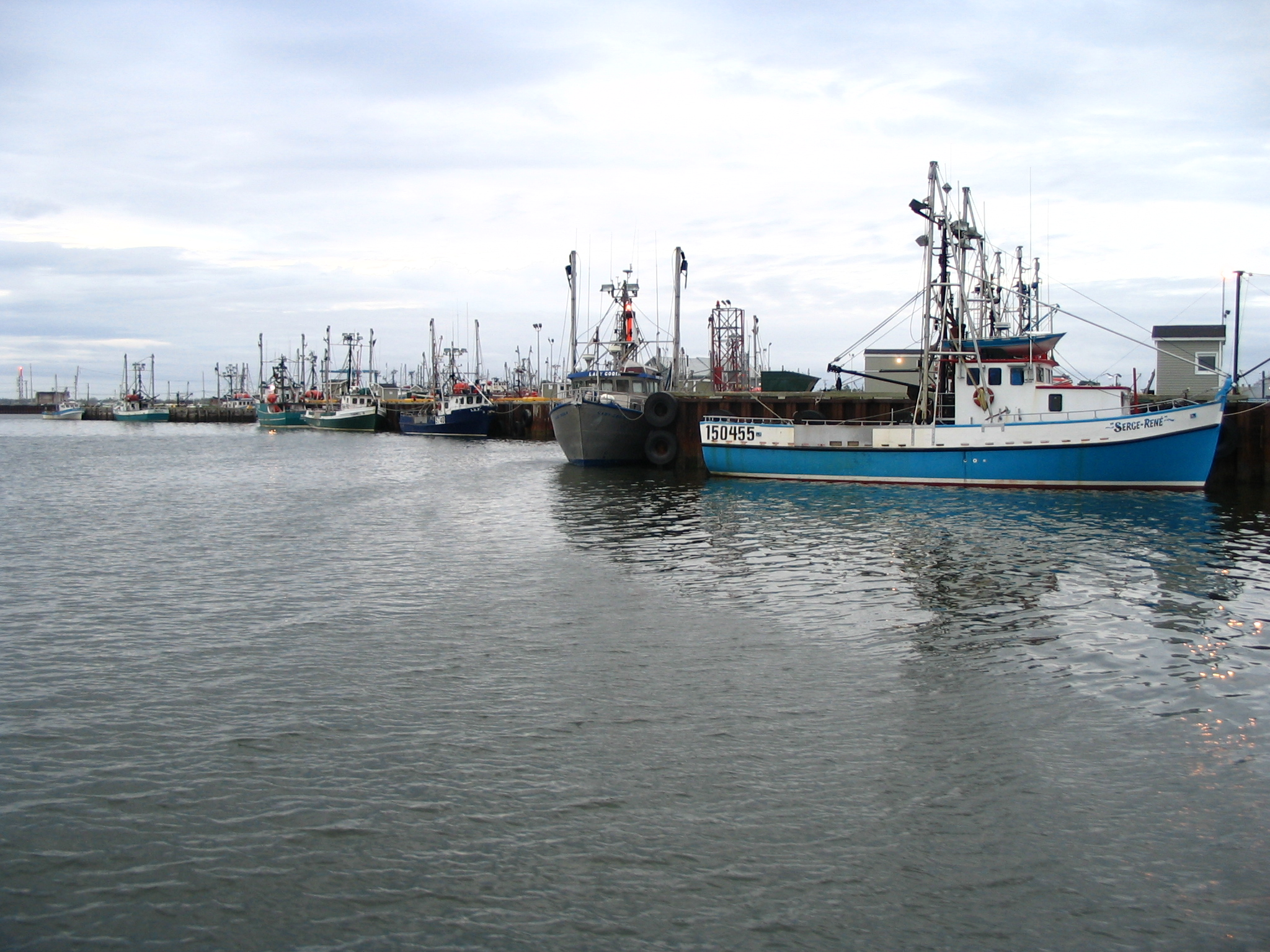
Le port de Shippagan.

Le Nouveau-Brunswick comporte cinq ports principaux :
- Port de Saint-Jean
- Port de Belledune
- Bayside Port Corporation
- Port de Dalhousie
- Port de Miramichi

et beaucoup d'autres

### Traversiers
Il y a seize traversiers et bacs au Nouveau-Brunswick. Ceux gérés par le gouvernement sont gratuits.

## Transport routier

Carte du réseau routier néo-brunswickois.

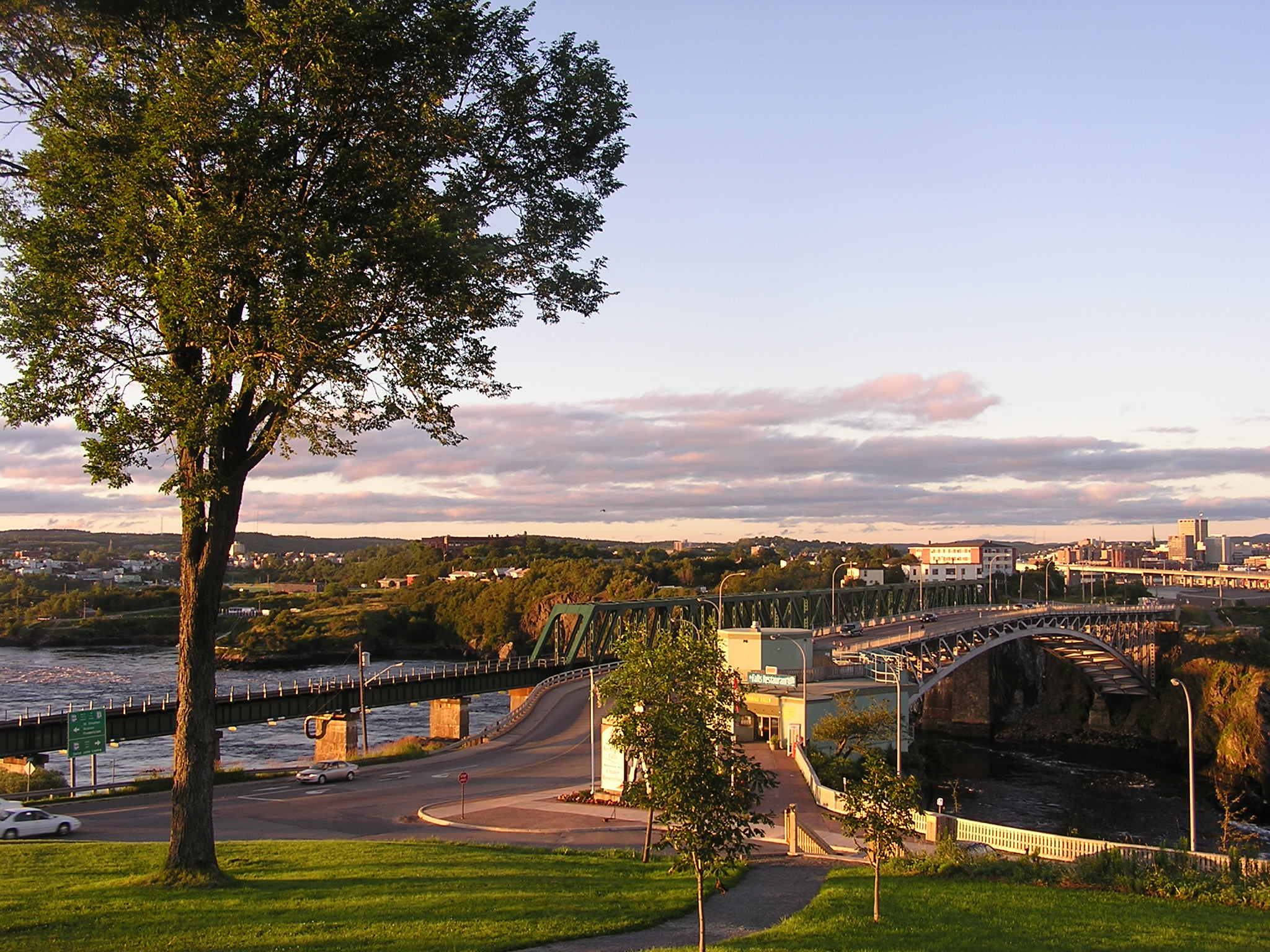
Pont des chutes réversibles à Saint-Jean.

La route est de loin le moyen de transport dominant. Toutes les régions du Nouveau-Brunswick sont accessibles en automobile. Il n'y a pas d'autoroutes dans toutes les régions et se déplacer est plus lent que dans d'autres provinces mais la situation est en train de s'améliorer avec l'élargissement de la route transcanadienne.

### Transport en commun

#### Autobus interurbains
Un service d'autobus assuré par la compagnie Acadian Lines relie entre elles les principales villes de la province avec le reste du Canada.

#### Autobus urbains
Le transport en commun n'est pas très développé au Nouveau-Brunswick et seuls Moncton, Saint-Jean et Frédéricton ont un service d'autobus. Neuf millions de dollars ont été investis dans le transport en commun par le gouvernement fédéral en 2006 qui a principalement servi à acheter de nouveaux autobus à Moncton, Frédéricton et Saint-Jean. Un service d'autobus a été inauguré en juin 2005 à Bathurstmais a été supprimé en mars 2006 car il n'était pas rentable.